# Assistant Chief of the Air Staff

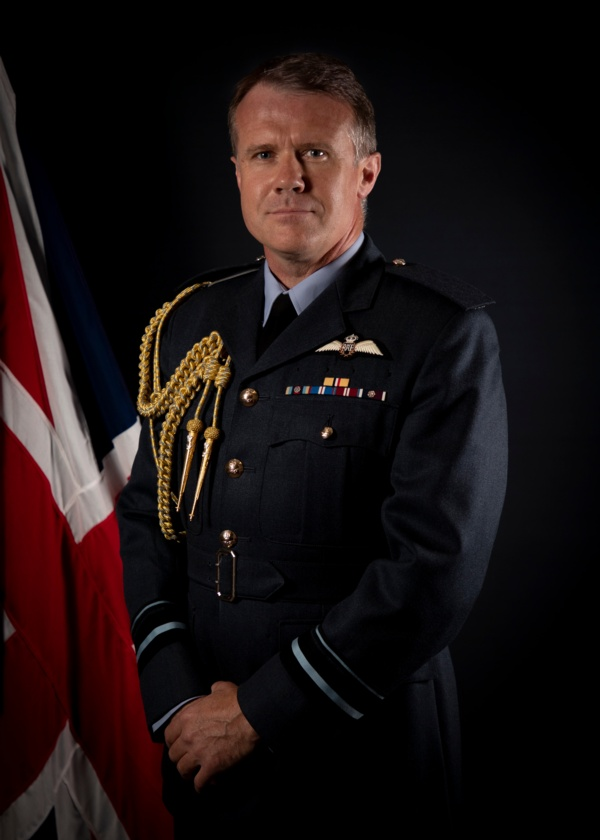
.

Le chef d'état-major adjoint de l'armée de l'air (en anglais Assistant Chief of the Air Staff, ou ACAS) est un poste de haut rang au sein de la Royal Air Force, qui, comme son nom l'indique, sert à assister le chef d'état-major de la RAF dans ses fonctions. L'ACAS actuel est le vice-maréchal de l'air Simon Edwards (en).
Le poste est créé à l'origine en février 1938 sous le nom de Deputy Chief of the Air Staff, mais sans être fait membre du Air Council (en), l'organe directeur de l'armée de l'air britannique. Il avait alors des fonctions de renseignement et de politique.
Le poste sous sa forme actuelle date de 1985 lorsque le poste de Vice-Chief of the Air Staff (en) fut fusionné avec celui de Deputy Chief of the Air Staff. En 1992, l'ACAS devient membre du Air Force Board. Il est alors chargé de veiller à l'organisation et au moral des troupes, ainsi que de siéger au conseil d'administration de la Civil Aviation Authority en tant que membre non exécutif.